# D51 545
일본국유철도 D51형 증기 기관차 545호(일본어: D51形蒸気機関車)는 일본국유철도(JNR) 이전의 철도성이 설계, 제조하여 단식2기통과 과열증기발생기를 탑재한 텐더식 증기기관차이다.